# Delage Type DE, 2LS e Serie DI
Le Type DE e 2LS e la Serie DI erano una famiglia di autovetture di fascia alta prodotta tra il 1921 e il 1928 dalla Casa automobilistica francese Delage.

## Profilo
Queste grossa famiglia di autovetture riprese il testimone della Type BI, tolta di produzione nel 1918.

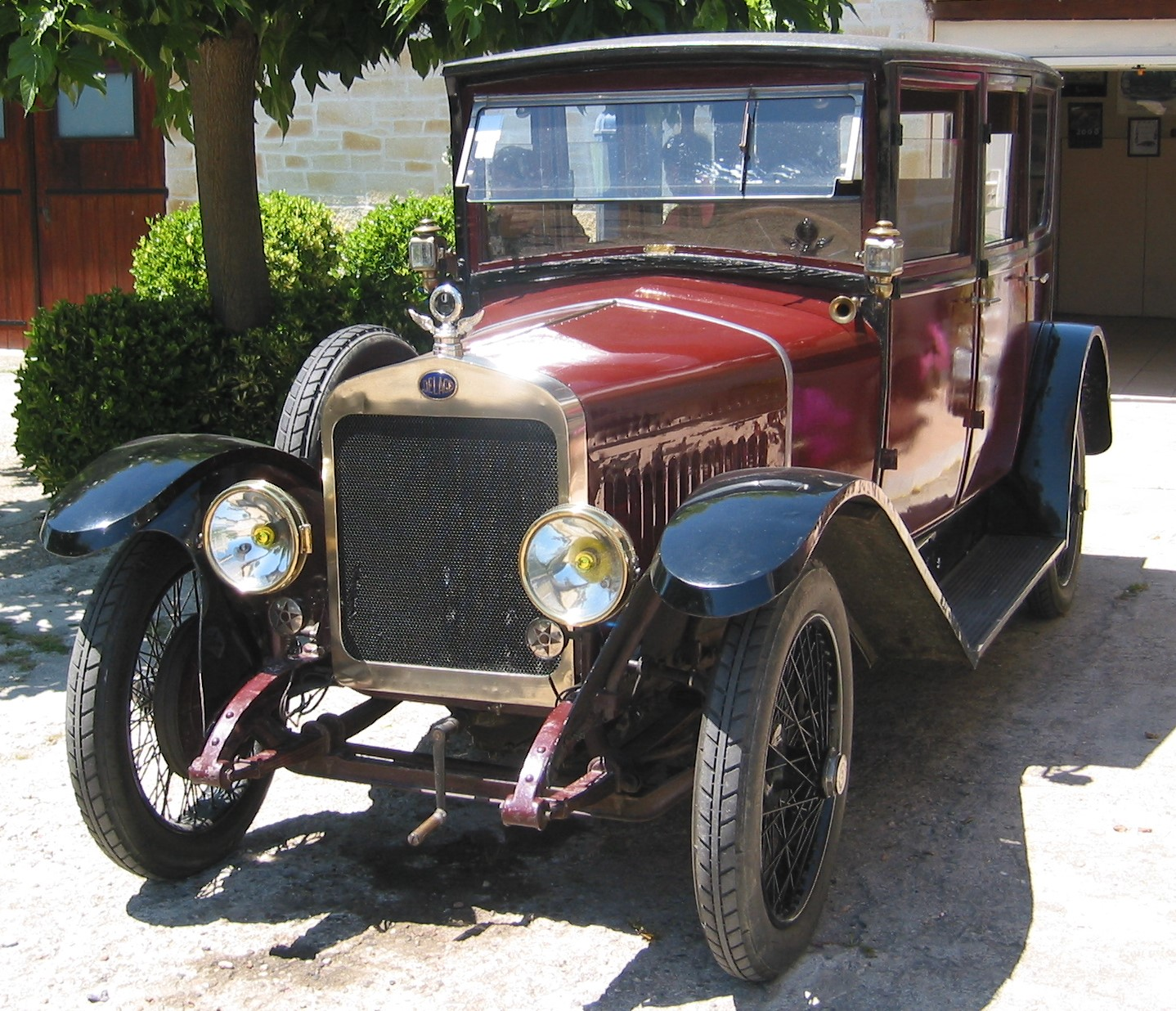
Delage Type DE

Il primo modello a essere lanciato fu la Type DE, una vettura dalle generose dimensioni, ma soprattutto dal passo piuttosto sviluppato (3241 mm), in modo da favorirne l'abitabilità interna. Di fatto, fu la più grande e spaziosa tra le vetture appartenenti all'intera famiglia.
La Type DE montava un motore a 4 cilindri da 2116 cm³, un motore risultato dai fondi di magazzino della Casa francese e alquanto anziano come progettazione, dato che venne utilizzato oltre dieci anni prima per equipaggiare la Type AD. Tale motore erogava una potenza massima di 32 CV a 2800 giri/min. La distribuzione era ad asse a camme laterale nel basamento. Il cambio era a 4 marce. La velocità massima era di oltre 90 km/h. Nonostante l'anzianità di progetto del propulsore, la vettura incontrò un discreto successo e fu prodotta fino al 1923 in 3266 esemplari.
Nel frattempo fu introdotto nel 1922 un modello sportivo denominato Type 2LS: montava un nuovo motore a 4 cilindri da 2 litri in grado di erogare 75 CV di potenza massima, un valore notevole per l'epoca, ottenuto anche grazie all'adozione (per la prima volta nella storia della Delage) della distribuzione ad albero a camme in testa. Era realizzata su un telaio a passo accorciato, pari a 3022 mm e nonostante le indubbie innovazioni tecnologiche fu prodotta in 2 esemplari.
Nel 1923 arrivò invece l'erede della Type DE, ossia la Type DI, capostipite dell'intera Serie DI. Montava un 4 cilindri da 2121 cm³ in grado di sviluppare una potenza massima di 36 CV a 3000 giri/min. Fu la Delage più venduta nella storia, con i suoi 9284 esemplari.
Assieme alla Type DI furono lanciate anche la Type DIC e la Type DIS: la prima era una versione della Type DI destinata alle truppe coloniali nei paesi del terzo mondo e condivideva con la Type DI sia il telaio che la meccanica.
La Type DIS era invece una versione sportiva realizzata sul telaio della 2LS. Era equipaggiata dallo stesso motore della Type DI, ma rivisto in maniera da erogare una potenza massima di 50 CV.
Inoltre, dal 1924 al 1926 fu commercializzata anche la Type DISS, versione ancor più sportiva, derivata dalla Type DIS e con modifiche al telaio.
Nel 1928, la Type DI, la Type DIC e la Type DIS furono tolte di produzione. Questi furono i numeri di produzione definitivi relativi alla Serie DI:
- Type DI: 9284
- Type DIC: 442
- Type DIS: 983

Non si conosce invece il numero di esemplari in cui fu prodotta la Type DISS.
La sigla DI sarebbe stata comunque ripresa nel 1936 con l'introduzione delle Delage DI (spesso chiamate anch'esse Type DI).